# Người Thái (Trung Quốc)
Người Thái tại Trung Quốc (tiếng Thái Lặc: tai⁵¹ lɯ¹¹ tiếng Trung: 傣族; bính âm: Dǎizú, phiên âm Hán-Việt: Thái tộc) là tên gọi được công nhận chính thức cho một vài nhóm sắc tộc sinh sống trong khu vực Châu tự trị người Thái Tây Song Bản Nạp, Châu tự trị người Thái-Cảnh Pha Đức Hoành cùng Huyện tự trị người Thái, người Ngoã Cảnh Mã thuộc địa cấp thị Lâm Thương và Huyện tự trị người Thái, Lạp Hỗ, người Ngõa Mạnh Liên thuộc địa cấp thị Tư Mao (cả hai châu, huyện tự trị này đều ở phía tây nam tỉnh Vân Nam, Trung Quốc), nhưng có thể áp dụng mở rộng cho các nhóm tại Lào, Việt Nam, Thái Lan, Myanmar khi từ Thái được đặc biệt sử dụng để chỉ Thái Lặc (người Lự), Thái Nưa (Thái Đức Hoành), Shan Trung Hoa hoặc thậm chí các sắc tộc Thái nói chung. Để có các tên gọi khác, xem bảng dưới.

## Mơ hồ trong tên gọi
Người Thái là một trong số 56 dân tộc được Cộng hòa Nhân dân Trung Hoa công nhận chính thức và hiện tại có dân số khoảng 1,16 triệu người, có quan hệ họ hàng gần gũi với người Thái sinh sống chủ yếu tại Thái Lan hay người Thái tại vùng tây bắc Việt Nam. Tuy nhiên, giống như nhiều dân tộc 'được công nhận chính thức' khác tại Trung Quốc (xem Cao Sơn và người Dao), thuật ngữ Thái (ít nhất trong phạm vi sử dụng tại Trung Quốc) là thuật ngữ bao trùm một phần nhất định các sắc tộc Thái và nó không có từ tương đương trong các ngôn ngữ Thái, là các ngôn ngữ chỉ có các thuật ngữ chung chung hơn để chỉ 'các sắc tộc Thái nói chung' (chẳng hạn, Thái Lặc, Tai Lue, tai51) và 'người Thái tại Trung Quốc' (ví dụ, tiếng Thái: ชาวไทในจีน'), cả hai cụm từ này đều bao gồm cả người Tráng trong khi trong tiếng Trung thì không như vậy và nó lại có các thuật ngữ cụ thể khác, như được trình bày trong bảng dưới đây. Vì thế từ 傣 (Thái) trong tiếng Trung, giống như từ 瑶/瑤 (Dao) nói trên, là khái niệm văn hóa của người Hán Trung Quốc mà hiện nay một số ngôn ngữ khác đang chấp nhận để sử dụng theo kiểu viết tương tự như dạng bính âm (Dǎi), chẳng hạn như trong các tiếng Anh, Pháp và Đức đều gọi là Dai. Tuy nhiên, như một giải pháp trong tiếng Thái, giống như trong tiếng Anh, thuật ngữ Tai Lue (Thái Lặc) có thể được sử dụng để chỉ người Thái tại Trung Quốc, mặc dầu nó chỉ tới nhóm khác như trong bảng dưới đây. Điều này là do hai nhóm chính trên thực tế là mang cùng một tên, cả hai đều có nghĩa là 'người Thái miền bắc' (lue/lặc và nüa/na là cùng nguồn gốc).
Mặc dù các nhóm sắc tộc này được nhà nước Cộng hòa Nhân dân Trung Hoa công nhận chính thức như là một dân tộc, nhưng các sắc tộc Thái này tạo thành một vài nhóm khác biệt về mặt ngôn ngữ và văn hóa. Hai ngôn ngữ chính chính của người Thái (Dai) là tiếng Thái Lặc (Thái Tây Song Bản Nạp) và tiếng Thái Na (Thái Đức Hoành); hai ngôn ngữ viết khác cũng được người Thái tại Trung Quốc sử dụng là Tày Pong và Thái Đăm (Tay Đăm). Tất cả chúng đều thuộc ngữ chi Thái, một nhóm các ngôn ngữ có quan hệ gần gũi, bao gồm tiếng Thái, tiếng Lào và tiếng Tráng, và chúng là một phần của hệ ngôn ngữ Thái-Kadai.

## Tại Trung Quốc
Trong các thư tịch cổ bằng chữ Hán thế kỷ 1, người ta gọi người Thái là Điền Việt (滇越), Đạn Hoặc Thiện (掸或擅), Liêu Hoặc Cưu Liêu (僚或鸠僚). Thời kỳ Đường-Tống gọi là Kim Xỉ (金齿), Hắc Xỉ (黑齿), Hoa Man (花蛮), Bạch Y (白衣). Thời kỳ Nguyên-Minh gọi là Bạch Di (白夷), Bách Di (百夷), Bá Di (伯夷).
Năm 109 TCN, Hán Vũ đế thiết lập quận Ích Châu, vùng đất của người Thái thuộc về quận này. Năm 69, nó thuộc về quận Vĩnh Xương. Thời kỳ Minh-Thanh, người ta bãi bỏ chế độ thế tập (cha truyền con nối) chức vụ thổ tư để đổi sang do một viên lưu quan tạm thời cai quản (chính sách cải thổ quy lưu). Vùng đất của người Thái do triều đình trung ương trực tiếp cai trị. Đến thời kỳ Dân quốc, người ta lập huyện Liễu tại đây, cơ quan quản lý là Liễu cục.
Người Thái có một nền văn hóa cổ trên 1.000 năm, được thể hiện như trong bối diệp kinh. Họ cũng có một lịch pháp riêng. Lịch của người Thái lệch so với công nguyên là 638 năm với năm 639 (công nguyên) là năm thứ nhất trong lịch Thái. Lịch của họ là một loại dương lịch, với các tháng theo âm dương lịch. Mỗi năm chia thành 3 quý, từ tháng 1 tới tháng 4 là lãnh quý (quý lạnh), từ tháng 5 tới tháng 8 là nhiệt quý (quý nóng) và từ tháng 9 tới tháng 12 là vũ quý (quý mưa). Về thơ văn, hiện còn lưu lại được có các dạng tự sự trường thi như "Triệu thụ truân dữ nam mã mặc na" (召树屯与楠玛诺娜), "Nga tịnh dữ tang lạc" (娥并与桑洛) là các di sản văn hóa dân tộc quan trọng tại Trung Quốc. Vũ đạo của người Thái khá đa dạng về chủng loại, chủ yếu mô phỏng hoạt động của các loài động vật thường thấy tại địa phương, chẳng hạn như Khổng tước vũ.
Lễ hội té nước (hay tiết bát thủy) là lễ hội mang đậm tính chất dân tộc của người Thái. Nó là lễ hội năm mới trong lịch của người Thái, nằm trong khoảng từ ngày 6 tháng 6 tới ngày 6 tháng 7 trong lịch của họ, tương đương với tháng 4 dương lịch. 

## Di cư
Khu vực nguyên gốc của người Thái Lặc bao gồm cả hai vùng bên các bờ sông Mê Kông tại Tây Song Bản Nạp trở xuống. Theo truyền thuyết của người Thái Lặc, khi đó có 5 nhà nước thành bang/bộ lạc bên bờ đông và 6 nhà nước thành bang/bộ lạc bên bờ tây, cùng với Chiang Rung (nay là Cảnh Hồng) tạo thành 12 thành quốc với tất cả 12 nhà nước thành bang/bộ lạc này đều có 32 tỉnh nhỏ khác. 
Một số trong những người Thái Lặc này hoặc là tự nguyện hoặc là bị cưỡng ép phải di chuyển từ các nhà nước thành bang này vào khoảng 1 tới 2 trăm năm trước để tới khu vực ngày nay là Myanmar, Lào và Thái Lan.

## Người Bắc Thái
Trong thế kỷ 19 theo Phật lịch (kỷ nguyên Buddhasakarat, khoảng thế kỷ 13-14 theo lịch Julius), Chao Sunantha, con trai của người trị vì Chiang Rung, đã dẫn những người Thái Lặc theo mình từ Chiang Rung tới Yong (ngày nay thuộc bang Shan) để cai trị những cư dân bản địa tại đây là người Lawa. Họ được hỗ trợ bởi các yếu tố sau:
- Các niềm tin và tập quán được đồng hóa và sự xuất hiện xu hướng thống nhất tín ngưỡng Phật giáo trong giai đoạn sau.
- Các ràng buộc gia đình, họ hàng với các nhà nước thành bang/bộ tộc như Chiang Rung và Chiang Tung cũng như hệ thống cống nộp cho các nhà nước thành bang/bộ tộc này, và sự xây dựng các liên minh chính thức với các cụm nhà nước bộ tộc/thành bang xung quanh Chiang Rai trên hai bờ sông Mê Kông, chẳng hạn như Chiang Saen và Chiang Khong.

Tính tới yếu tố lịch sử, người Bắc Thái (ไทยวน) như thế là hậu duệ của người Thái Lặc (người Lự). Tại Thái Lan, những người này được gọi là Thai Yai (Thái Lớn) còn tại Miến Điện gọi họ là người Shan.

## Người Thái Lự tại Thái Lan
Tại Thái Lan cũng có người Thái Lự sinh sống tại nhiều tỉnh tại các khu vực vùng cao của miền bắc Thái Lan; bao gồm:
- Chiang Rai: các huyện Mae Sai, Chiang Khong và Chiang Saen (phần chạy tới Wiang Chiang Rung khi nổ ra chiến tranh Ayutthaya-Miến Điện).
- Chiang Mai: các huyện Samoeng và Doi Saket.
- Nan: Các huyện Tha Wang Pha, Pua, Chiang Klang và Thung Chang (lượng lớn nhất, chạy từ các khu vực Xaignabouli và Tây Song Bản Nạp).
- Phayao: Các huyện Chiang Muan và Chiang Kham (nhiều).
- Lampang: Các huyện Mueang Lampang và Mae Tha.
- Lamphun: Các huyện Mueang Lamphun và Ban Thi.

## Kinh tế
Người Thái chủ yếu làm nông nghiệp, trồng trọt các loại cây nhiệt đới như dứa, ngoài việc chính là trồng các loại cây lương thực như lúa. Nhiều người Thái sống gần sông Mê Kông.

## Các nhóm Thái và tên gọi
| Tiếng Hán | Bính âm                   | Thái Lặc    | Thái Nưa | Thái              | Việt*               | Thông thường | Khu vực                                                  |
| --- | ------------------------- | ----------- | -------- | ----------------- | ------------------- | --- | -------------------------------------------------------- |
| 傣仂 (西雙版納傣族自治州)                                                                                                | Dǎilè (Xīshuāngbǎnnà Dǎi) | tai⁵¹lɯː¹¹  |          | ไทลื้อ              | Thái Lặc (Thái Lự)  | Thái Lặc, Thái Lự (Tai Lue) | Châu tự trị người Thái Tây Song Bản Nạp                  |
| 傣那 (德宏傣） | Dǎinà (Déhóng Dǎi)        | tai⁵¹nəː⁵⁵  | tai le6  | ไทเหนือ, ไทใต้คง    | Thái Nưa            | Thái Nưa, Thái bắc, Thái cao, Shan Trung Quốc                                                                                  | Đức Hoành; Myanmar                                       |
| 傣擔 | Dǎidān                    | tai⁵¹dam⁵⁵  |          | ไทดำ, ลาวโซ่ง, ผู้ไท | Thái Đen, Tay Đăm   | Thái Đam, Thái Đen, Tai Lam, Lao Song Dam**, Tai Muan, Tai Tan, Black Tai, Thái Kim Bình, Tai Den, Tai Noir, Thai Den, Tay Đăm | Kim Bình (金平), Lào, Thái Lan                           |
| 傣繃 | Dǎibēng                   | tai⁵¹pɔːŋ⁵⁵ |          | ไทเบิ้ง             | Thái Banh/Băng      | Tay Pong | Thụy Lệ (瑞丽), Cảnh Mã (耿马), dọc theo sông Lan Thương |
| 傣端 | Dǎiduān                   | tai⁵¹doːn⁵⁵ |          | ไทขาว             | Thái Trắng, Tay Đón | Thái Trắng, Tày Đón, Tai Khao, Tai Kao, Tai Don, Dai Kao, Thái Đoan, Tai Blanc, Tai Kaw, Tày Lai, Thái Trắng                   | Kim Bình (金平)                                          |
| 傣雅 | Dǎiyǎ                     | tai⁵¹jaː³⁵  |          | ไทหย่า             | Thái Nhã            | Tai Ya, Tai Cung, Cung, Ya | Tân Bình (新平), Nguyên Giang (元江)                     |
| 傣友 | Dǎiyǒu                    | tai⁵¹ jiu¹¹ |          | ไทยโยว            | Thái Hữu            | | Nguyên Dương (元阳), dọc theo Hồng Hà                    |
| * Phiên âm Hán-Việt, có thể không đúng với cách gọi của người Thái tại Việt Nam. ** Nghĩa đen "người Lào [mặc] quần đen" |                           |             |          |                   |                     | |                                                          |